# 試製十五糎多連装噴進砲
試製十五糎多連装噴進砲（しせいじゅうごせんちたれんそうふんしんほう）は、第二次世界大戦中に日本陸軍が開発を進めた多連装ロケット砲である。
開発は陸軍技術本部により行われ、1944年（昭和19年）に1門が完成した。この砲は全金属製砲架を持ち、自動貨車上に搭載されて射撃試験を行った。発射されたロケット砲弾は弾道が集束されず、命中箇所が拡散した。このため、砲身の長さと砲口部分に改修が必要とされたが、実施される前に終戦を迎えた。ほか、工程70%に達した試作砲1門が大阪造兵廠で製作されていた。
外形は以下のような物である。金属製の長方形をした枠で架台が作られている。この架台後部に方向射界と高低射界を与える大型の旋回式砲架が載せられている。この砲架上には20連装の砲身が搭載されており、これは5門の砲身を並行に配置し、さらに4段積みに配して多連装としたものである。各砲身は、砲口及び砲尾、また砲身中央部に近い部位でプレートにより並行にまとめられている。砲架の後方から見て左側に方向照準機とハンドルおよび照準座、右側には高低照準機とハンドルおよび射角板が装備された。砲弾は電気点火により発射される。この多連装砲は自動貨車の架台上に搭載された。
発射に際しては砲架左側に装備された照準座を用いて方向、射角を決定した後、ケーブルを伸ばし、遠隔操作によってロケット砲弾を電気発火した。
砲弾には十五糎噴進榴弾が使用された。ロケット砲弾弾底に8個設けられたガス噴射口は25度の傾角を与えられていた。このガス噴射口から燃焼ガスを噴射することにより、砲弾が最大で毎分3000回転し、弾道を安定させる。諸元は以下の通り。
- 重量 30.4kg
- 炸薬重量 5.2kg
- 推薬重量 4.4kg （燃焼秒時0.7秒）
- 最大速度 190m/s
- 最大射程 4,200m

## 派生型
- 試製連装十五糎噴進砲 終戦時、大阪造兵廠にて半途品が存在。